# Бойнуэгри, Тугче
Тугче Бойнуэгри (тур. Tuğçe Boynueğri; род. 12 октября 1998) — турецкая тяжелоатлетка, выступающая в весовой категории свыше 87 килограммов. Участница чемпионатов мира и Европы.

## Биография
Тугче Бойнуэгри родилась 12 октября 1998 года.

## Карьера
На молодёжном чемпионате Европы 2015 года Тугче выступала в весовой категории свыше 69 килограммов и заняла итоговое девятое место с результатом 173 килограмма (81 + 92).
На юниорском чемпионате Европы 2017 года турецкая тяжелоатлетка стала шестой в соревнованиях весовой категории до 90 килограммов, подняв 195 килограммов в сумме (90 + 105).
Тугче Бойнуэгри выступала на юниорском чемпионате мира 2018 года в весовой категории до 90 килограммов и стала четвёртой, улучшив личный рекорд до 214 кг (98 + 116). С таким же результатом она выступила на юниорском чемпионате Европы и завоевала бронзовую медаль. Она вошла в состав сборной Турции на взрослый чемпионат мира 2018 года в Ашхабаде, где стала пятнадцатой в новой весовой категории до 87 килограммов. Её результат составил 210 кг (95 + 115).
На чемпионате мира 2019 года в Паттайе Бойнуэгри подняла 216 кг (101 + 115), что позволило ей стать тринадцатой в весовой категории до 87 кг. В том же году она выступала на чемпионате Европы до 23 лет, где стала четвёртой, ещё на один килограмм улучшив результат, показанный на взрослом чемпионате мира.
На чемпионате Европы 2021 года в Москве Бойнуэгри стала пятой в весовой категории свыше 87 килограммов, показав итоговый результат 220 килограммов.